# Tazowskij
Tazowskij (ros. Тазовский) – osiedle typu miejskiego w azjatyckiej części Rosji, we wchodzącym w skład tego państwa Jamalsko-Nienieckim Okręgu Autonomicznym, położonym w północno-zachodniej Syberii.
Osada liczy 6.410 mieszkańców (1 stycznia 2005 r.), głównie Rosjan i innych europejskich osadników. Niewielki udział w populacji miasta mają też rdzenni mieszkańcy Okręgu - Nieńcy.
Miasto jest siedzibą zarządu Gydańskiego Parku Narodowego.